# Lars von Trier
Lars von Trier, właściwie Lars Trier (ur. 30 kwietnia 1956 w Kongens Lyngby) – duński reżyser i scenarzysta. Jego filmy często konfrontują się z tematyką ludzkiej egzystencji, problemów społecznych oraz różnych kwestii politycznych. Jego dzieła nigdy nie uzyskały jednoznacznego uznania krytyków, a sam von Trier stał się znany ze swojego kontrowersyjnego i ekscentrycznego zachowania. Razem z Thomasem Vinterbergiem zapoczątkował artystyczny manifest Dogma 95, który wzywał do powrotu do realizmu w kinie.
Wśród swoich ponad 100 nagród i 200 nominacji na festiwalach filmowych na całym świecie von Trier otrzymał: główną nagrodę techniczną na 37. festiwalu w Cannes za dreszczowiec neo-noir Element zbrodni (Forbrydelsens element, 1984), nagrodę jury i główną nagrodę techniczną na 44. festiwalu w Cannes za dramat polityczny Europa (Zentropa, 1991), Grand Prix na 49. festiwalu w Cannes za dramat Przełamując fale (Breaking the Waves, 1996) oraz Złotą Palmę na 53. festiwalu w Cannes za melodramat muzyczny Tańcząc w ciemnościach (Dancer in the Dark, 2000). W 2004 otrzymał nagrodę UNICEF „Cinema for Peace Award” na 54. Międzynarodowym Festiwalu Filmowym w Berlinie. Von Trier jest twórcą awangardowego ruchu filmowego Dogma 95 wraz z innym reżyserem Thomasem Vinterbergiem, a także założycielem i udziałowcem duńskiej firmy produkcyjnej Zentropa Films.

## Wczesne lata
Urodził się w Kongens Lyngby, w Danii, na północ od Kopenhagi. Matka Larsa, Inger Høst, pochodziła z Danii. Trier wychował się w przekonaniu, że jego biologicznym ojcem był Ulf Trier, który był Żydem. W 1989, krótko przed śmiercią Inger powiedziała Larsowi, że biologicznym ojcem Larsa nie był Ulf Trier, ale pracodawca Inger, Fritz Michael Hartmann, który pochodził z muzycznej rodziny duńskich i niemieckich przodków. Matka von Triera uważała się za komunistkę, a jego ojciec za socjaldemokratę. Jego rodzice byli oddanymi nudystami, a von Trier podczas wakacji był na kilku obozach dla nudystów. Wolno mu było wszystko z wyjątkiem „uczuć, religii i radości”. Lars von Trier wyrósł na neurotycznego, lewicowego, kochającego filmy młodzieńca. W wieku 11 lat kręcił filmy 8 mm.
W latach 1976–1979 studiował na wydziale teorii filmu na Uniwersytecie Kopenhaskim, a w latach 1979–1982 studiował reżyserię filmową w National Film School of Denmark. W wieku 25 lat zdobył dwie nagrody dla najlepszego filmu szkolnego na Międzynarodowym Festiwalu Szkół Filmowych w Monachium za Nokturn (1981) i Last Detail (1982). Jego nazwisko brzmi Trier, zaś „von Trier” to przezwisko ze szkoły filmowej. Podobno miał sobie dodać „von” na cześć Ericha von Stroheima i Josefa von Sternberga.

## Twórczość
Pierwszym filmem pełnometrażowym Larsa von Triera był dreszczowiec neo-noir Element zbrodni (Forbrydelsens element, 1984) z Astrid Henning-Jensen, za który otrzymał główną nagrodę techniczną i nominację do Złotej Palmy na 37. Międzynarodowym Festiwalu Filmowym w Cannes. Następny jego film Epidemia (Epidemic, 1988) z udziałem Ole Ernsta i Uda Kiera był wyświetlany w sekcji Un Certain Regard na festiwalu w Cannes w 1987 i był nominowany jako najlepszy film na festiwalu Fantasporto w Porto.
Von Trier od czasu do czasu mówił o swoich filmach jako o trylogiach tematycznych i stylistycznych. Pierwsza z trylogii tzw. „trylogia europejska”, która ukazała traumatyczne okresy w Europie zarówno w przeszłości, jak i w przyszłości, obejmuje: Element zbrodni (Forbrydelsens element, 1984), Epidemię (Epidemic, 1988) i Europę (Zentropa, 1991).
Szukając niezależności finansowej i twórczej kontroli nad swoimi projektami, w 1992 von Trier i producent Peter Aalbæk Jensen założyli wytwórnię filmową Zentropa. Nazwany na cześć fikcyjnej firmy kolejowej w Europie, ich najnowszego filmu w tamtym czasie, Zentropa wyprodukował wiele filmów innych niż Triera, a także kilka seriali telewizyjnych. Wyprodukował również filmy erotyczne pod nazwą Puzzy Power: Constance (1998) z Katją Kean, Pink Prison (1999) z Mr. Marcusem, HotMen CoolBoyz (2000) z Billym Herringtonem i All About Anna (2005) z Gry Bay. Aby zarobić pieniądze na swoją nowo założoną firmę, von Trier stworzył dwa miniseriale o nawiedzonym szpitalu, które powstały dla duńskiej telewizji, Królestwo (duński tytuł Riget, 1994) i Królestwo II (Riget II, 1997).
Dwukrotnie otrzymał prestiżową europejską nagrodę Feliksa za dramat Przełamując fale (Breaking the Waves, 1996) z Emily Watson, nominowanej do Oscara dla najlepszej aktorki pierwszoplanowej, i melodramat muzyczny Tańcząc w ciemnościach (Dancer in the Dark, 2000) z Björk, a śpiewana przez nią piosenka „I've Seen It All” (napisana wspólnie przez von Triera) otrzymała nominację do Oscara w kategorii najlepsza oryginalna piosenka. Kilka lat później Björk wyznała, że była molestowana przez Von Triera, jednak ten zaprzeczył tym doniesieniom.
Von Trier znany jest ze swojego trudnego charakteru. Wielu aktorów z trudem wytrzymywało z nim na planie zdjęciowym. Reżyser boi się też latać samolotem, więc nigdy nie był w USA, chociaż nakręcił eksperymentalny, stylizowany na sztuki teatralne dyptyk o USA (Dogville, 2003; Manderlay, 2005).
Jego Antychryst (2009) z Willemem Dafoe i Charlotte Gainsbourg (do sceny erotycznej zatrudniono parę aktorów porno Mandy Starship i Horsta Stramkę) zawierał sceny tortur, gwałtów i przemocy. Antychryst, nagrodzony w Cannes za rolę Gainsbourg, lecz wygwizdany przez publiczność, wywołał ponownie falę kontrowersji. Peter Bradshaw z „The Guardiana” pisał: „Do jakiego gatunku należy Antychryst? Przerażający film? Ekstremalny horror? Dramat psychologiczny? Do żadnego z powyższych. To praktyczny żart, wyjątkowo złośliwa mistyfikacja, znakomicie skonstruowana nawijka – pod przykrywką filmu”. Tadeusz Sobolewski opisywał Antychrysta jako „płacz pięćdziesięciotrzyletniego dziecka”, które „wymusza litość dla swego bohatera […], mężczyzny skrzywdzonego przez Kobietę i Naturę”.

W 2011 podczas trwania 64. edycji festiwalu w Cannes został wyrzucony oraz otrzymał status osoby niepożądanej za pronazistowskie komentarze podczas premiery swojego filmu Melancholia:
Gdybym był Żydem, byłbym Żydem drugiej fali, czymś w rodzaju Żyda nowej fali, ale tak czy inaczej, naprawdę chciałem być Żydem, a potem dowiedziałem się, że tak naprawdę jestem nazistą, ponieważ moja rodzina jest niemiecka. I to również sprawiło mi pewną przyjemność. Więc, co mogę powiedzieć? Rozumiem Hitlera. Myślę, że zrobił kilka złych rzeczy, ale widzę go siedzącego w swoim bunkrze. Mówię, że chyba rozumiem tego człowieka. Nie można go nazwać dobrym facetem, ale tak, wiele o nim rozumiem i sympatyzuję z nim.
Reżyser powrócił na festiwal w 2018 podczas jego 71. edycji wraz z pokazem filmu Dom, który zbudował Jack. Ten wywołał powszechne kontrowersje, a podczas jego premiery salę opuściło ponad 100 osób, aczkolwiek otrzymał on dziesięciominutowe owacje publiczności na stojąco. Recenzje wszelako były przeciętne; Michał Walkiewicz z Filmwebu kwitował Dom jako wytwór samozwańczego „męczennika napiętnowanego za bezkompromisową wizję kina”, porównując subtelność reżysera do działalności architekta III Rzeszy „Alberta Speera przy desce kreślarskiej”.

## Styl filmowy
David Denby z „The New Yorkera” charakteryzował twórczość von Triera następująco:
Von Trier jest pseudoartystą, awangardzistą dla naiwnych, popisującym się bez integralności, siły i znajomości doświadczenia, które posiada prawdziwy artysta. Ma swoje powtarzające się chwyty – superzbliżenia w zwolnionym tempie; muzykę klasyczną; spadające żołędzie, płatki śniegu i kwiaty; martwe ptaki spadające z nieba; złowrogi przemysłowy huk na ścieżce dźwiękowej (pomysł ukradziony od Davida Lyncha); […] pełne patosu pożądanie śmierci, katastrofy, Końca. Jego filmy są zbudowane wokół powtórzeń i symetrii, ale wewnętrznie, z chwili na chwilę, stają się bałaganem, ponieważ nie potrafi on wyreżyserować niczego, co byłoby choćby w połowie przekonujące. Lubi rozpoczynać sekwencje, przesuwać kamerę w środku sceny, pomijać łączące ujęcia; rezultatem jest zamierzona utrata ciągłości i psychologicznej spójności. Oczywiście pragnie spontaniczności, ale wiele zachowań […] [aktorów] jest arbitralnych, pozbawionych zakotwiczenia.

## Życie prywatne
W latach 1987–1995 był żonaty z Cæcilią Holbek. Mają dwie córki: Agnes i Selmę. W 1997 poślubił Bente Frøge, z którą ma dwóch synów bliźniaków: Ludviga i Benjamina. W 2015 doszło do rozwodu.
Von Trier w jednym z wywiadów stwierdził, że „w życiu boi się wszystkiego oprócz tworzenia filmów”. Reżyser przejściowo zmagał się z depresją, która była główną inspiracją przy powstawaniu filmu Melancholia, oraz bardzo zaawansowaną aerofobią.
W wywiadzie dla „Politiken”, z 2014, von Trier przyznał, że przez długi czas był uzależniony od alkoholu i narkotyków, oraz że niemal wszystkie scenariusze filmów były tworzone pod wpływem odurzenia, a ten do filmu Dogville powstał w czasie dwunastodniowego ciągu alkoholowego. Pierwszym scenariuszem stworzonym całkowicie w trzeźwości był scenariusz do filmu Nimfomanka.
W 2022 oznajmił, że zdiagnozowano u niego chorobę Parkinsona, a w 2025 w związku z chorobą zamieszkał w specjalnym ośrodku opieki.

## Filmografia
- Orchidégartneren (etiuda, 1977)
- Menthe la bienheureuse (1979)
- Nocturne (etiuda, 1980)
- Befrielsesbilleder (1982)
- Element zbrodni (Forbrydelsens element, 1984)
- Medea (1987)
- Epidemia (Epidemic, 1988)
- Europa (Zentropa, 1991)
- Królestwo (Riget, miniserial TV, 1994) – film nakręcony dla duńskiej telewizji
- Przełamując fale (Breaking the Waves, (1996) (pierwsza część Trylogii Złote Serce)
- Królestwo II (Riget II, miniserial TV, 1997) – film nakręcony dla duńskiej telewizji
- Idioci (Idioterne, 1998) (druga część Trylogii Złote Serce)
- Tańcząc w ciemnościach (Dancer in the Dark, 2000) (trzecia część Trylogii Złote Serce)
- Dogville (2003)
- Pięć nieczystych zagrań (De Fem benspænd/The Five Obstructions, 2003; współreżyserowany przez Jørgena Letha)
- Moja droga Wendy (Dear Wendy, 2005, scenariusz)
- Manderlay (2005)
- Szef wszystkich szefów (Direktøren for det hele (2006)
- Washington (projekt porzucony[43])
- Antychryst (2009)
- Melancholia (2011)
- Nimfomanka (2013)
- Dom, który zbudował Jack (2018)

## Odznaczenia
- 1997 – Kawaler Orderu Danebroga[44]. borger.dk

## Nagrody
- Europejska Nagroda Filmowa
  - Najlepszy film: 1996: Przełamując fale
  - 2000: Tańcząc w ciemnościach
  - 2011: Melancholia
  - Najlepsza reżyseria: 2003: Dogville
- Nagroda na MFF w Cannes
  - Złota Palma: 2000: Tańcząc w ciemnościach
  - Grand Prix: 1996: Przełamując fale